# 12504 Nuest
12504 Nuest è un asteroide della fascia principale. Scoperto nel 1998, presenta un'orbita caratterizzata da un semiasse maggiore pari a 2,3870047 au e da un'eccentricità di 0,1512492, inclinata di 5,96907° rispetto all'eclittica.
L'asteroide è dedicato alla studentessa statunitense Jennifer Elizabeth Nuest.